# Agosto (miniserie)
Agosto es una miniserie brasileña producida por TV Globo y exhibida entre el 24 de agosto y el 17 de septiembre de 1993 en un total de 16 episodios.
Escrita por Jorge Furtado y Giba Assis Brasil, está basada en la novela homónima del escritor brasileño Rubem Fonseca. Fue dirigida por Paulo José, Denise Saraceni y José Henrique Fonseca. Los protagonistas principales fueron José Mayer y Vera Fischer. La historia retrata, con licencias ficcionales, los acontecimientos que llevaron al suicidio del presidente Getúlio Vargas.
Se volvió a emitir entre el 14 y el 24 de febrero de 1995 durante el Festival 30 años de TV Globo. También fue emitida por Canal Viva del 10 al 31 de agosto del 2011.
Fue lanzada en formato VHS en 1994 y en DVD 11 años después en el 2004. Fue puesta en disposición para emisión web en Globoplay el 7 de agosto de 2023.

## Elenco
En orden de crédito en la apertura de la miniserie
| Actor             | Personaje                 |
| ----------------- | ------------------------- |
| José Mayer        | Comissário Alberto Mattos |
| Vera Fischer      | Alice Lomagno             |
| Letícia Sabatella | Salete Rodrigues          |
| Lúcia Veríssimo   | Luciana Gomes de Aguiar   |
| Elias Gleizer     | Rosalvo                   |
| Hugo Carvana      | Luiz Magalhães            |
| Rodolfo Bottino   | Clemente                  |
| Sérgio Mamberti   | Senador Victor Freitas    |
| Marcos Winter     | Cláudio Aguiar            |
| Sylvia Bandeira   | Laura                     |
| Tony Tornado      | Gregório Fortunato        |
| Norton Nascimento | Chicão                    |

Participación especial
| José Wilker             | Pedro Lomagno               |
| Léa Garcia              | Sebastiana                  |
| Carlos Vereza           | Pádua                       |
| Lima Duarte             | Turco Velho (Ibrahim Assad) |
| Stênio Garcia           | Delegado Ramos              |
| Ary Fontoura            | Ipojuca                     |
| Cláudio Corrêa e Castro | Ilídio                      |
| Mário Lago              | Aniceto                     |
| Milton Gonçalves        | Eusébio                     |
| Paulo Gracindo          | Emílio                      |
| Thelma Reston           | Maria Ribeiro (dona Maria)  |
| Othon Bastos            | Dr. Galvão                  |